# Tutuxe I
Abuçaíde Taje Adaulá Tutuxe I (em turco: I. Tutuş; em árabe: أبو سعيد تاج الدولة تتش السلجوقي; romaniz.: Abu Sa'id Taj ad-Dawla Tutux) foi emir seljúcida de Damasco de 1078 a 1092 e então sultão seljúcida de 1092 a 1095. Em 1078, seu irmão Maleque Xá I enviou-o a Damasco para ajudar no cerco conduzido por Atesiz ibne Uvaque. Com o queda da cidade, Tutuxe executou Atesiz e se instalou ali.
Tutuxe terminou a construção da Cidadela de Damasco iniciada por Atesiz. Assumiu o controle da Síria em 1092, após a morte de seu irmão Maleque Xá I, nomeando-se sultão. Depois, juntamente com seu general cacuída Ali ibne Faramurz, foram derrotados em batalha e mortos pelo sultão Barquiaruque perto de Rei em 1095. Tutuxe foi decapitado e sua cabeça foi exibida em Bagdá. O filho mais novo de Tutuxe, Ducaque, herdou Damasco, enquanto Raduano recebeu Alepo, dividindo o reino de seu pai.